# Hall (cràter)

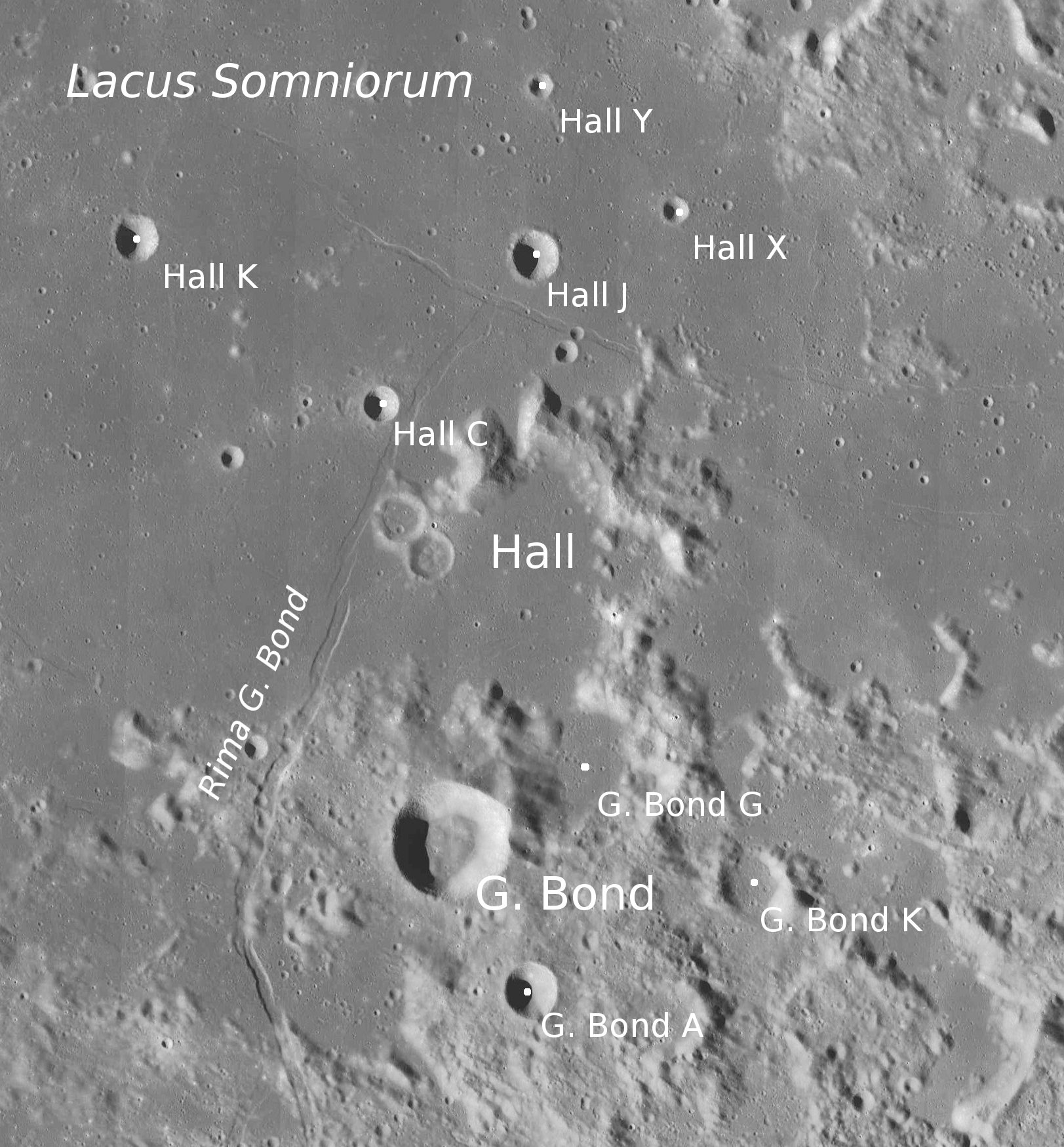
Localització d'Hall. Fotografia de la missió Lunar Reconnaissance Orbiter

Hall és un cràter d'impacte denominat en honor de l'astrònom estatunidenc Asaph Hall, que es troba a la part sud-est del Lacus Somniorum, un mar lunar situat a la part nord-est de la Lluna. Apareix a l'est de la plana de paret prominent del cràter Posidonius. A penes al sud, i gairebé unit a la vora meridional s'hi troba el cràter més petit G. Bond.
Aquesta formació de cràters ha estat significativament erosionada per impactes més petits al voltant de la vora exterior, deixant una paret que mostra profundes incisions. Presenta un buit a la vora occidental a través del que l'interior del cràter va ser inundat per capes de lava basàltica procedent de la mar lunar contigua. Així, tot el que queda del cràter original és una formació irregular en forma de mitja lluna en la vora meridional del Lacus Somniorum. El costat sud està unit al terreny del mare, amb el cràter satèl·lit irregular Hall Gtangente pel costat sud-oriental.
Travessant el sector desaparegut del cràter es troba l'esquerda denominada Rima G. Bond (que pren el seu nom del pròxim cràter), una àmplia esquerda en la superfície del mare. Té el seu inici al nord d'Hall amb rumb sud-sud-oest, inclinant-se gradualment de nou al sud-sud-est. Passa a través d'una secció de terreny elevat al llarg de la vora meridional del mare, i mitjançant aquesta pujada s'uneix a la vora meridional d'Hall i envolta a G. Bond.

## Cràters satèl·lit
Per convenció, aquests elements s'identifiquen als mapes lunars col·locant la lletra al costat del punt central del cràter més pròxim a Hall.
|      | \| Hall \| Coordenades \| Diàmetre \| \| ---- \| ------------------------------------ \| -------- \| \| C \| 34° 42′ N, 35° 48′ E / 34.7°N,35.8°E \| 6 km \| \| J \| 35° 24′ N, 36° 54′ E / 35.4°N,36.9°E \| 8 km \| \| K \| 35° 30′ N, 34° 12′ E / 35.5°N,34.2°E \| 8 km \| \| X \| 35° 42′ N, 37° 48′ E / 35.7°N,37.8°E \| 4 km \| \| I \| 36° 24′ N, 36° 54′ E / 36.4°N,36.9°E \| 4 km \| |          |
| Hall | Coordenades | Diàmetre |
| C    | 34° 42′ N, 35° 48′ E / 34.7°N,35.8°E | 6 km     |
| J    | 35° 24′ N, 36° 54′ E / 35.4°N,36.9°E | 8 km     |
| K    | 35° 30′ N, 34° 12′ E / 35.5°N,34.2°E | 8 km     |
| X    | 35° 42′ N, 37° 48′ E / 35.7°N,37.8°E | 4 km     |
| I    | 36° 24′ N, 36° 54′ E / 36.4°N,36.9°E | 4 km     |